# 未来合理性
未来合理性（みらいごうりせい）とは、従来の「経済合理性」が当面の投資効果や社会的インパクトに基づいて判断を促すのに対し、遠い未来へのインパクトまで考慮して判断を促すよう、従来の価値観とは異なる軸として唱えられる考え方の一つ。
新しく開発された技術の社会実装や、新規事業の展開に於いて、従来のビジネスにおける中期的視点よりも、更にずっと先の長期的未来への影響を考慮し、将来の世代に多大な負荷をかけたり、大きな問題を生じさせる恐れがあるものは行わないという考え方。

## 背景
20世紀に入り、人類の科学技術の発展は著しく、原子力の利用のように従来の技術インパクトを大幅に超える長期間の影響を考慮する必要が出てきた。未来の世代は現在の判断に何ら影響力を行使できぬまま、その結果だけを受容することから考えれば、将来世代に害や負荷（harm）を押しつけないことが必然となる。
これに対し、将来は科学技術の発達により、現在は存在しない解決策が生まれるであろうとの安易な期待に基づき、解決不可能な問題を生じる技術であっても社会実装をしている例は多い。未来合理性は経済合理性の時間軸を超長期に延伸した考えともいえるが、経済面に重点を置く合理性とは一線を画し、人類共通の幸福（健康、平和、安心して暮らせる社会、人とのつながり、豊かな自然環境など）を俯瞰して判断を促す点で考え方を異にする。
2022年末から一般社団法人日本ノハム協会(ノハムはno harmの意味)主催の講演会等で提唱されている。

## 類似する考え方
1.花王の丸田芳郎(社長在職1971-1990年)は、その経営観の中で、「自然の摂理」、「本質の理解」と共に「技術の表と裏を理解する」ことを掲げ、どんな素晴らしい技術であっても、その使い方を誤れば環境破壊や戦争など、取り返しのつかない問題をもたらしかねないことを十分理解した上で、使うべきかを見極めると説いていたといわれる。こうした社会に対して責任ある判断が事業家には求められる。
2.「ピグー税」：環境税ともいわれ、事業活動において生産される価格に、生産に応じて発生する外部費用（廃棄や処分など）を税金として追加し、購買意思決定に影響を与えることで生産量を調整しようとするもの。昨今では気候変動緩和策として炭素税が各国で導入され、CO2などの温室効果ガスの排出抑制や、再生エネルギーへの移行を促している。当該事業活動の外部で生ずる社会的費用を内部化する目的で課する税がピグー税といえる。